# Гао Ман
Гао Ман (кит. 高莽, пиньинь Gāo Mǎng; 1 октября 1926, Харбин, Китай — 6 октября 2017, Пекин, Китай) — китайский переводчик, писатель, учёный, художник.

## Биография
Гао Ман родился в октябре 1926 года в Харбине, попавшем вскоре под контроль японского марионеточного режима. Его мать была неграмотной. По национальности — хань.
В 1933 году в 7-летнем возрасте поступил в школу Юношеской христианской ассоциации, созданной американскими миссионерами и поддерживаемой русскими эмигрантами. За десять лет учёбы выучил русский язык, а также познакомился с русской литературой, в том числе с произведениями А. С. Пушкина, М. Ю. Лермонтова, Л. Н. Толстого, став пробовать себя в переводе русской и советской литературы. Живя в обстановке многонационального Харбина, населённого известными художниками, музыкантами, артистами и писателями, Гао Ман увлёкся живописью, а его наставниками в этом деле стали русские художники А. Н. Клементьев и В. Н. Осипов. Уже в 17 лет вместе с друзьями провёл несколько выставок своих работ.
Пристрастившись к чтению русской классики, находил в ней вдохновение для жизни и работы в годы японской оккупации. Первым переводом Гао Мана того времени стало стихотворение в прозе И. С. Тургенева «Как хороши, как свежи были розы», опубликованное в 1943 году в харбинской газете «Дабэйсиньбао» (кит. 大北新报, пиньинь Dàběi xīnbào). В 1945 году включился в революционную деятельность, став сотрудником Общества китайско-советской дружбы, созданного в Харбине на освобождённых территориях Северо-Восточного Китая, где исполнял обязанности переводчика и редактора, писал статьи, рисовал пропагандистские плакаты, редактировал журнал и заведовал библиотекой. Параллельно под псевдонимом «Уланьхань» (кит. трад. 烏蘭汗, упр. 乌兰汗, пиньинь Wūlánhàn) переводил произведения русской и советской литературы. В числе его работ того времени наиболее известен перевод пьесы «Павел Корчагин» Фёдора Бондаренко, созданной по роману «Как закалялась сталь» Николая Островского и впервые поставленной в 1948 году коллективом художественной самодеятельности Харбинской ассоциации учителей. В это же время Гао Ман познакомился с исполнительницей роли Тони — артисткой Сунь Цзе, на которой он затем женился. Позже у них родился единственный ребёнок — дочь Сунь Сяолан.
После образования КНР перевёл рассказ «Всегда в строю» украинского писателя Олеся Гончара, который был напечатан многими газетами и журналами, а затем опубликован в учебнике китайского языка для средней школы начала 1950–х годов. В 1954 году Гао Ман был переведён на работу во Всекитайское общество китайско-советской дружбы в Пекине. В качестве переводчика много раз бывал в Советском Союзе с делегациями китайских писателей, подружившись со многими советскими деятелями культуры: писателями Б. Н. Полевым, Н. С. Тихоновым, Ч. Т. Айтматовым, Б. Л. Васильевым, Максимом Танком, художником О. Г. Верейским, скульптором М. К. Аникушиным, китаеведами Л. З. Эйдлиным и В. Ф. Сорокиным. В 1956 году познакомился со вдовой Островского, Раисой Порфирьевной.
В 1962 году переведён на работу в редакцию журнала «Мировая литература» (кит. трад. 世界文學, упр. 世界文学, пиньинь Shìjiè wénxué, палл. Шицзе вэньсюэ), специализирующегося на публикации литературных произведений из разных стран мира и их популяризации среди китайских читателей. Пройдя путь от рядового сотрудника до главного редактора, Гао Ман проработал в журнале 27 лет до выхода на пенсию в 1989 году. За свою творческую жизнь перевёл стихи А. С. Пушкина, драму М. Ю. Лермонтова «Испанцы», поэму Т. Г. Шевченко «Катерина», пьесы В. В. Маяковского «Клоп» и «Баня», «Люди и положения» Б. Л. Пастернака, лирику А. Ахматовой, М. И. Цветаевой, О. Э. Мандельштама, Б. А. Ахмадулиной, А. А. Вознесенского, Р. И. Рождественского, Е. А. Евтушенко. Гао Ман первым из переводчиков познакомил китайского читателя с творчеством В. С. Высоцкого. Ещё в 1990 году, задолго до присуждения Светлане Алексиевич Нобелевской премии по литературе, Гао Ман перевёл на китайский язык её книгу «Цинковые мальчики».
Всего за годы творческой деятельности Гао Ман написал более 80 книг, монографий и переводов, большое количество очерков и статей, посвящённых русским и советским деятелям литературы и искусства. Также он был известен своими живописными работами, неоднократно выставлявшимися в Пекине, Шанхае, Харбине, Владивостоке и Москве. Так, в технике гохуа им был выполнен целый ряд портретов русских и советских писателей, в том числе Н. В. Гоголя, А. И. Герцена, А. П. Чехова, Ф. М. Достоевского, Максима Горького, А. Фадеева, М. А. Шолохова, Д. А. Гранина, Г. Я. Бакланова, В. Астафьева. В последнее время, несмотря на пожилой возраст и проблемы со слухом, Гао Ман ухаживал за свой женой, потерявшей в 1996 году зрение. Тем не менее он продолжал работать, выражая свою озабоченность по поводу снижения качества переводов.
Гао Ман скончался 6 октября 2017 года в Пекине в возрасте 91 года. В апреле 2016 года Гао Ману был поставлен диагноз рак печени, а за месяц до смерти он лёг в больницу. Свои соболезнования выразил коллектив посольства России в КНР. 10 октября похоронен на Революционном кладбище Бабаошань.

## Звания
Член Коммунистической партии Китая, Союза китайских писателей, Союза китайских художников, Союза китайских переводчиков, Академии общественных наук КНР.

## Почести
Медаль М. Горького (1996), почётный член Союза писателей России (1996), почётный доктор Института Дальнего Востока РАН (1999), памятные медали «Дружба» от Общества китайско-российской дружбы и Общества российско-китайской дружбы (1999), премия им. Н. А. Островского (2004), почётный член Российской академии художеств (2006), премия «Россия-Новый век» за лучший перевод современной русской литературы на китайский язык (2013).

## Награды
- Орден Дружбы (3 ноября 1997 года, Россия) — за большой личный вклад в укрепление и развитие российско-китайских культурных связей[25][26]. Вручён президентом России Борисом Ельциным во время визита в Китай[27].
- Орден «За заслуги» III степени (31 августа 2010 года, Украина) — за значительный вклад в развитие украинско-китайских отношений[28].